# 황희 (배우)
황희(본명: 김지수, 1988년 10월 18일~)는 대한민국의 배우이다.

## 학력
- 경희대학교 연극영화과

### 드라마
- 2017년 tvN 금토 미니시리즈 《내일 그대와》 ... 천민준 역
- 2019년 SBS 금토 미니시리즈 《의사요한》 ... 이유준 역
- 2019년 tvN 주말 미니시리즈 《아스달 연대기》 ... 무광 역
- 2020년 tvN 수목 미니시리즈 《구미호뎐》 ... 구신주 역
- 2020년 KBS2 단막극 《KBS 드라마 스페셜 - 고백하지 않는 이유》 ... 정은혁 역
- 2021년 MBC 금토 미니시리즈 《검은 태양》 ... 오경석 역
- 2021년 MBC 금토 미니시리즈 《뫼비우스:검은 태양》 ... 오경석 역
- 2021년 KBS2 수목 미니시리즈 《달리와 감자탕》 ... 주원탁 역
- 2022년 SBS 금토 미니시리즈 《오늘의 웹툰》 ... 준영의 전 직장동료 역 (특별출연)
- 2023년 tvN 주말 미니시리즈 《구미호뎐 1938》 ... 구신주 역
- 2024년 KBS2 월화 미니시리즈 《환상연가》 ... 사조 융 역

### 영화
- 2019년 영화 《자전차왕 엄복동》 ... 장칼헌병장교 역

### 예능
- tvN 《RUN》(2020년)

### 연극
- 《러브이즈》
- 《작업의 정석》
- 《마법사들》

### 뮤지컬
- 《생명의 항해》

### 광고
- 박카스
- 베가 넘버6
- 맥도날드

## 수상 및 후보
| 연도 | 시상식       | 부문            | 작품      | 결과 |
| ---- | ------------ | --------------- | --------- | ---- |
| 2019 | SBS 연기대상 | 남자 신인연기상 | 의사 요한 | 후보 |